# Wasserkraftwerk Argel
Das Wasserkraftwerk Argel (russisch Аргельская ГЭС, auch Wasserkraftwerk Gjumusch genannt) liegt am Hrasdan in Armenien und hat eine Nennleistung von 224 MW. Es ist das dritte Wasserkraftwerk in der Sewan-Hrasdan-Kaskade und das größte in Armenien. Seit 2003 ist es im Besitz von RusHydro.
Das Kraftwerk besteht aus vier Francis-Turbinen zu je 65 MW Leistung. Der Damm ist als Steinschüttdamm mit Lehmkern ausgeführt.